# Кишиківське сільське поселення
Киши́ківське сільське поселення (рос. Кышиковское сельское поселение) — сільське поселення у складі Ханти-Мансійського району Ханти-Мансійського автономного округу Тюменської області Росії.
Адміністративний центр та єдиний населений пункт — село Кишик.
Населення сільського поселення становить 844 особи (2017; 806 у 2010, 753 у 2002).
Станом на 2002 рік існувала Назимська сільська рада (село Кишик).